# レオポルド・ミュラー
レオポルト・ミュラー（ドイツ語: Leopold Müller、1908年1月9日 - 1988年8月1日）は、オーストリア出身の建設地質学者。カールスルーエ大学教授（1965-76年）。
ロックメカニクス（岩盤力学）の先駆者の一人であり、新オーストリアトンネル工法（しんオーストリアトンネルこうほう、New Austrian Tunnelling Method, NATM（ナトム））の開発に貢献した主要な人物のうちの一人である。